# Erginulus pectiginerus
Erginulus pectiginerus is een hooiwagen uit de familie Cosmetidae.